# Underwriters' Laboratories of Canada
La Underwriters' Laboratories of Canada (ULC) è una organizzazione indipendente che si occupa della certificazione e dei test di sicurezza nel territorio nazionale Canadese.
Fondata nel 1920, la ULC è la chiave di volta del Sistema di Sicurezza Nazionale Canadese amministrato dalla Standards Council of Canada (SSC).
Il sistema della ULC è testato nel tempo supportando regolamenti di sicurezza dei prodotti governativi, e partecipa alle iniziative di sicurezza federali, provinciali e municipali pubblici.
È un'affiliata della Underwriters Laboratories (ULI) e delle compagnie legate ad essa sparse per tutto il mondo. La ULC, inoltre, lavora con altri governi e Sistemi di Sicurezza Internazionali per dare la possibilità di futuri commerci aderendo alle richieste di sicurezza internazionali.
I prodotti ed i componenti elettronici che sono omologati tramite la ULC, portano il marchio cURus.